# Piho Rua
Pour les articles homonymes, voir Rua.
Piho Rua est un homme politique des îles Cook né le 15 novembre 1954  sur l'île de Rakahanga.

## Biographie
Il fait ses études à l'Aitutaki Junior High School puis au Tereora College (Rarotonga). Il est officier de police pendant 21 ans, puis il entre dans l'administration du cabinet du Premier ministre. Il est élu pour la première fois dans la circonscription de Rakahanga en tant que candidat non-inscrit lors des élections générales de 2004, puis de nouveau lors des élections anticipées de 2006.
Il est marié à Iki, née Ngapoko, avec qui il a deux enfants Allan et Emma.